# Kloster Wąchock
Kloster Wąchock (lat. Abbatia B.M.V. in Wachock) ist eine Unseren Lieben Frau und dem Heiligen Florian geweihte Zisterzienser-Abtei in Wąchock in der Woiwodschaft Heiligkreuz, zwischen Kielce und Radom, 5 km nordwestlich von Starachowice.

## Geschichte
Das Kloster wurde als fünfundzwanzigstes Tochterkloster der Primarabtei Morimond, aus der auch der Konvent kam, im Jahr 1179 von Bischof Gedeon (Gedka) von Kraków (Krakau) gestiftet. Von Wąchock wurden Kloster Spišský Štiavnik, heute in der Slowakei, und im Jahr 1675 Kloster Vistychy im heutigen Belarus gegründet. Nach Plünderungen durch türkische, ungarische und Kosakentruppen und Bränden 1637 und 1656 erfolgte der Wiederaufbau. Das Kloster wurde 1819 aufgehoben. Seit 1887 stand die Anlage im Eigentum der Pfarrei. Die Zisterzienser kamen nach Wąchock 1951 zurück, 1964 erhielt das Kloster wieder den Rang der Abtei.

## Bauten und Anlage

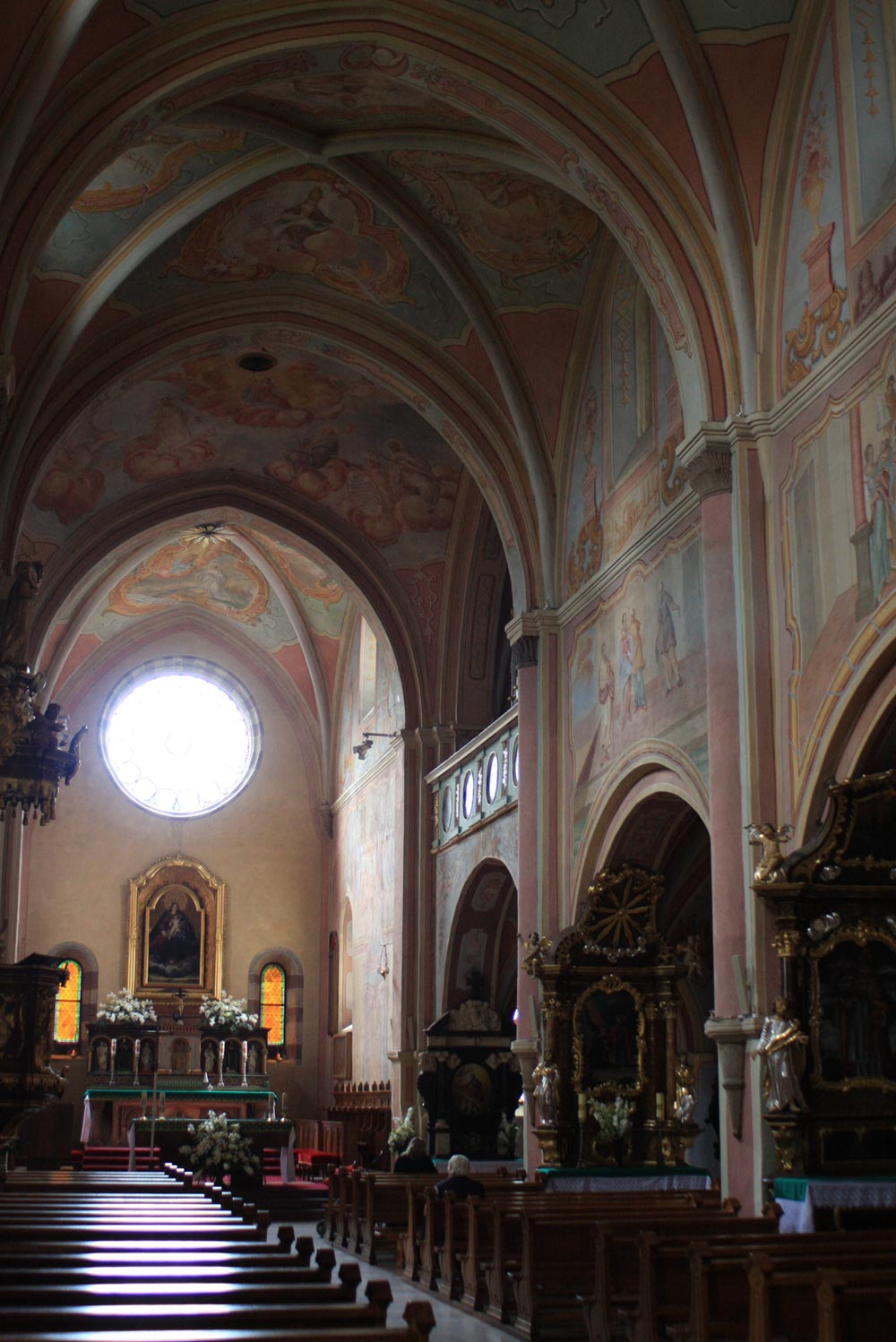
Mittelschiff der Kirche

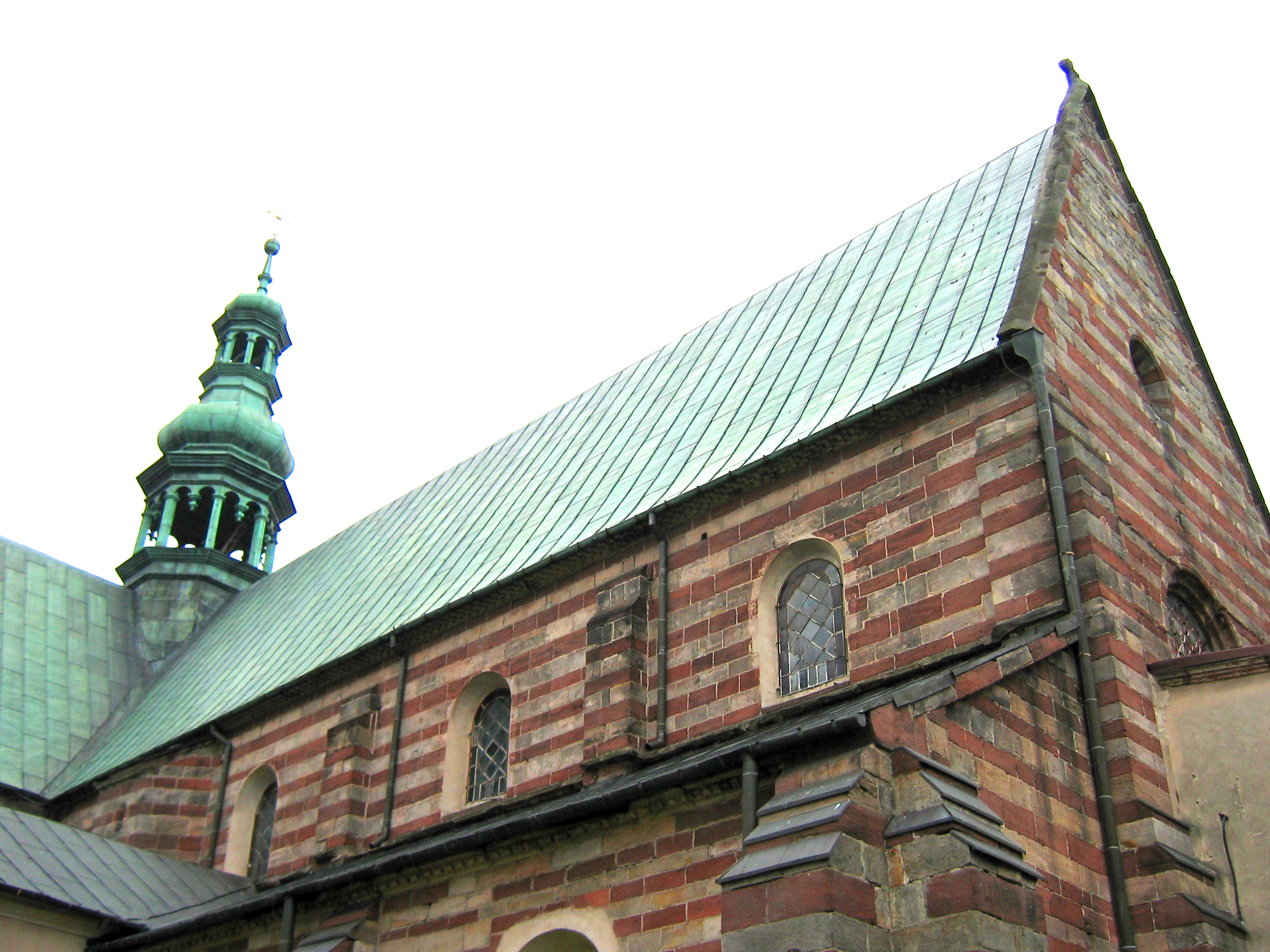
Die Abteikirche

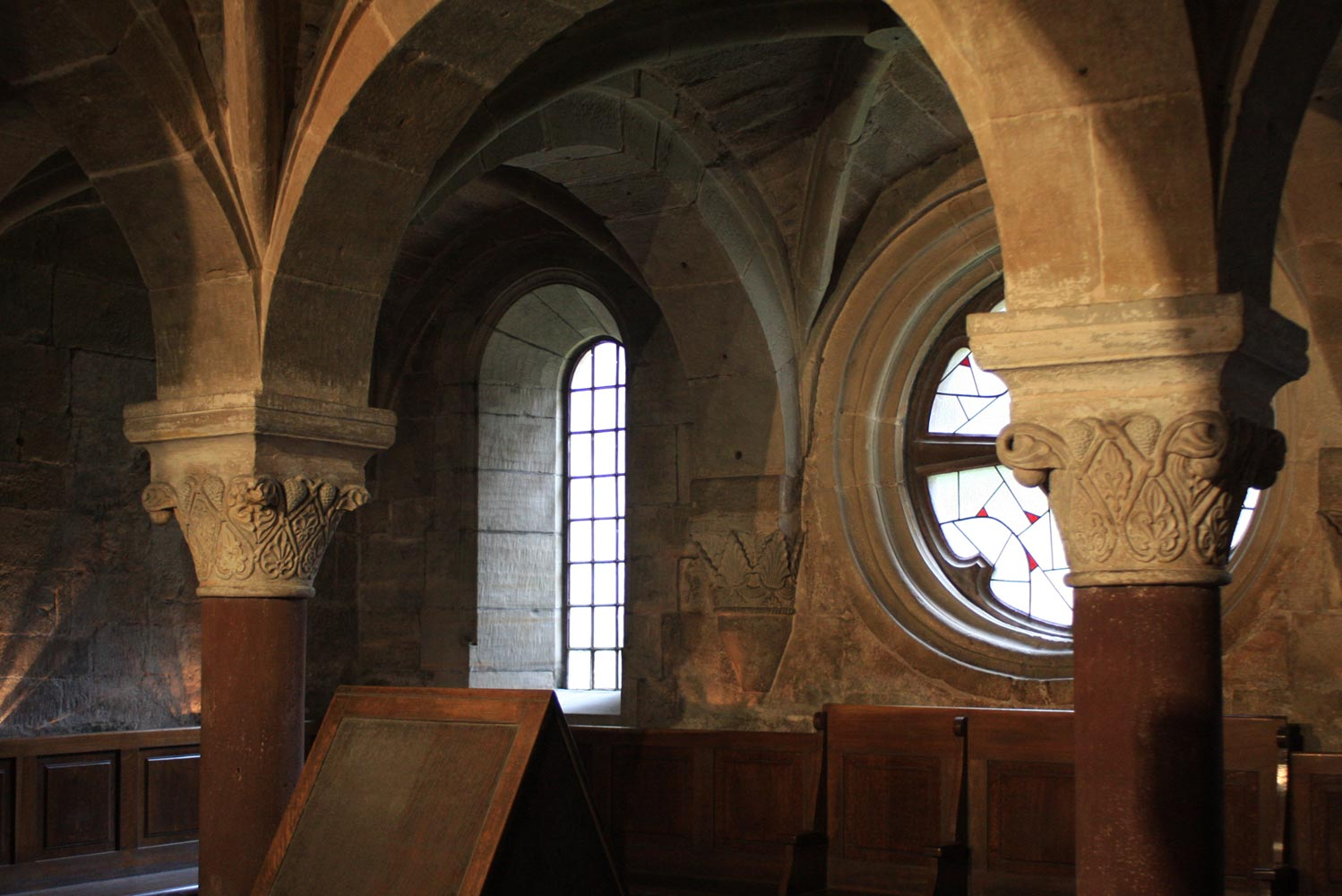
Der Kapitelsaal

Der Konvent wurde um 1218 bis 1239 errichtet. Es handelt sich um einen ausgedehnten Komplex spätromanischer Hausteinbauten, der wahrscheinlich durch eine italienische Werkstatt unter Leitung des Meisters Simon errichtet wurde (vgl. Kloster Sulejów). Die Klausur befindet sich rechts von der Kirche. Der quadratische Kapitelsaal besitzt ein 9-Felder-Kreuzrippengewölbe und wird als der schönste der kleinpolnischen Anlagen bezeichnet. In der Ostwand hat er eine Fensterrose mit neuem Maßwerk, zum Kreuzgang hin ein Portal und Biforienöffnungen. Der Laienbrüdersaal weist ein Gewölbe auf einem Pfeiler auf. Das Refektorium ist dreijochig, Konsolen und Schlusssteine haben eine Pflanzendekoration. Der Kreuzgang datiert vom Anfang des 16. Jahrhunderts und wurde im 17. Jahrhundert überwölbt. In dem im 17. Jahrhundert stark veränderten Westflügel wurde 1643 der Rakoczy-Turm in der Mitte hinzugefügt.
Die Kirche ist eine dreischiffige Pfeilerbasilika mit dreijochigem Langhaus, Querschiff und einjochigem Chor. Die Langhausarkaden sind rundbogig, die Arkaden ins Querhaus leicht spitzbogig. Die Kirche weist ein Kreuzrippengewölbe auf spitzbogigen Gurtbögen auf, die auf Wandpfeilern, im Mittelschiff auf abgefasten Halbsäulen mit Blattkapitellen ruhen. Im Südquerschiff wurde im 17. Jahrhundert eine Empore eingebaut. Die Außenfassaden sind mit Lisenen gegliedert, in der Ostfassade befindet sich eine Rose über drei Fenstern. In der Nordkapelle ist ein Rundbogenfries mit Tierköpfen angebracht. In der Westfront befindet sich ein Gewändeportal mit Halbsäulen. Die Ausstattung stammt aus Barock und Rokoko.